# Wirtschaftliche Vereinigung (Tirol)
Die Wirtschaftliche Vereinigung war eine Tiroler politische Partei, die als Abspaltung von der Deutschfreiheitlichen Partei entstand. Bei der Landtagswahl in Tirol 1919 kandidierte die Wirtschaftliche Vereinigung im Wahlkreis Nordtirol und erzielte mit 4.199 Stimmen ein Mandat für den Tiroler Landtag.